# エダムチーズ
エダムチーズ（英語: Edam [ˈiːdæm]、オランダ語: Edammer (kaas) [ˈeːdɑmər (kaːs)]）は、ゴーダチーズと並ぶオランダの代表的なチーズのひとつ。北部のエダム地方が原産で、牛乳を原料としている。
製造には脱脂乳を使用する。いつごろかは明らかにされていないが、かつては全乳を使用していた。脂肪分が低いチーズとして有名。熟成にはチーズダニを用いる。
戦後日本に輸入されたチーズの第一号ともいわれる。オランダからの輸出用のエダムチーズには赤色のパラフィンワックスがかけられていることから、日本では赤玉とも呼ばれた。オランダ国内消費用のエダムチーズには黄色のワックスが施される。
種別はハードチーズに分類されそのまま食べるほか、粉チーズとして料理に使われることも多い。